# Cistanche lanzhouensis
Cistanche lanzhouensis är en snyltrotsväxtart som beskrevs av Zhong Yi Zhang. Cistanche lanzhouensis ingår i släktet Cistanche och familjen snyltrotsväxter. Inga underarter finns listade i Catalogue of Life.